# Vilémov (zaniklá osada)
Vilémov je zaniklá středověká vesnice na katastrálním území obce Ruprechtov v okrese Vyškov. Nacházela se v oblasti Drahanské vrchoviny a pravděpodobně vznikla ve 13. století. Přesná lokalizace byla určena v roce 1953 díky výzkumu Ervína Černého, který zde zmapoval středověké osídlení. Vilémov byl naposledy zmíněn v roce 1563 jako pustá ves. Archeologické nálezy potvrzují, že zde stávala zemědělská sídliště s rozsáhlou plužinou.Od roku 1962 zde prováděla výzkum Dagmar Šaurová.

## Historie
Podle archeologických nálezů ves vznikla již ve 13. století. Neobjevuje se však v žádných dochovaných písemných pramenech, které by ji spojovaly s holštejnským nebo račickým panstvím. Předpokládá se, že spolu s Ruprechtovem a Hamlíkovem patřila k hradu Kuchlov, který vlastnil neznámý šlechtic nebo man. První a zároveň poslední písemná zmínka o Vilémovu pochází z roku 1563, kdy je ves uvedena jako pustá v soupisu račického panství.

## Archeologický výzkum
Místo, kde se zaniklá vesnice nacházela, je označováno jako Na Prostředních, Na Barvínku, Na Krchůvku nebo U Tří smrků. Název Tři smrky vychází z blízké lokality stejného jména. Obyvatelé Ruprechtova a Podomí dříve mylně považovali tuto zaniklou ves buď za středověké pohřebiště, nebo za původní polohu Ruprechtova. Archeologický průzkum ukázal, že ves měla délku 210 metrů a šířku 70 metrů. Byly zde odkryty pozůstatky železářské pece, propadlých sklepů a studen. Plužina Vilémova měla rozlohu 209 ha. Na základě dochovaných archeologických nálezů se předpokládá, že ves nezanikla válečnou katastrofou, jako tomu bylo u jiných středověkých osad. Chyběly zde důkazy o požárech nebo násilném zániku. Pravděpodobně došlo k postupnému vylidnění nebo vymření obyvatelstva, což se mohlo stát v důsledku epidemií nebo změn v hospodářských podmínkách.

## Současný stav
V místě bývalé vesnice jsou dosud patrné terénní relikty staveb, zahloubené objekty a pozůstatky základových zdí. Oblast se nachází v Přírodním parku Rakovecké údolí, kde je součástí chráněné krajinné zóny.

## Fotogalerie

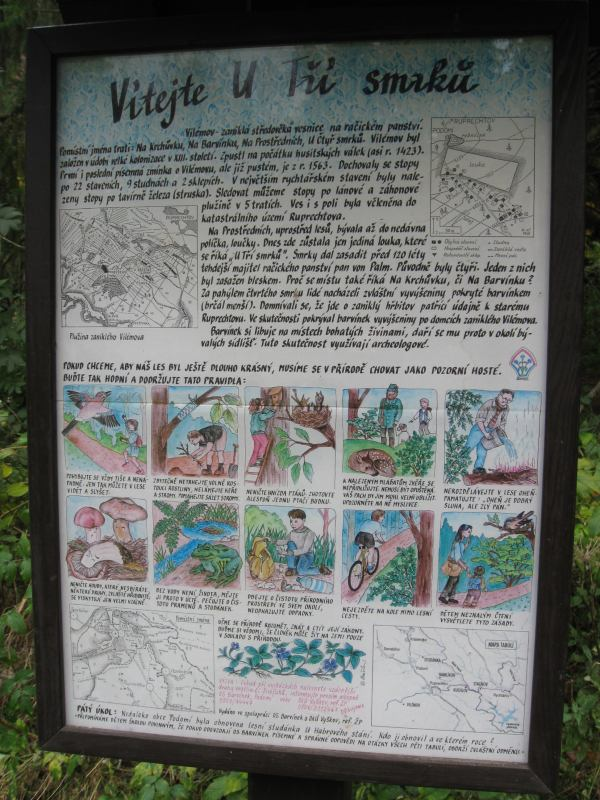
Informační tabule
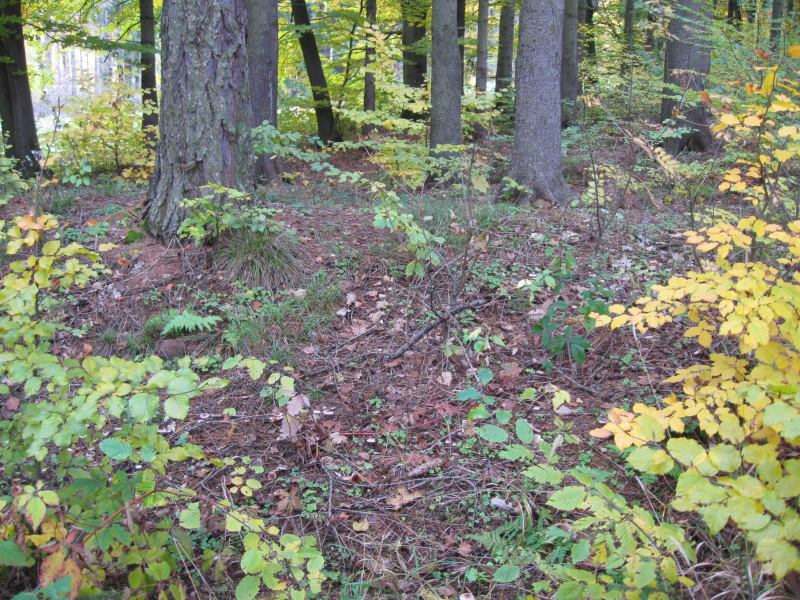
Relikty stavení
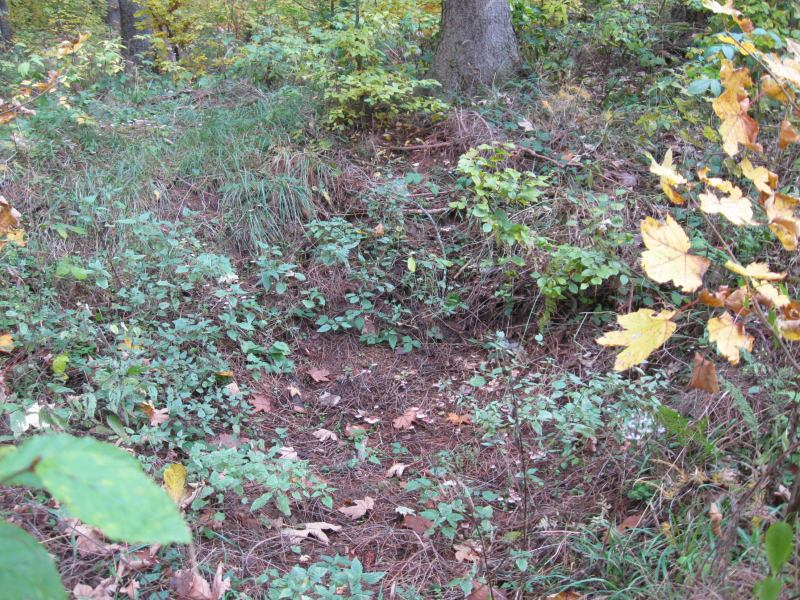
Prohlubeň
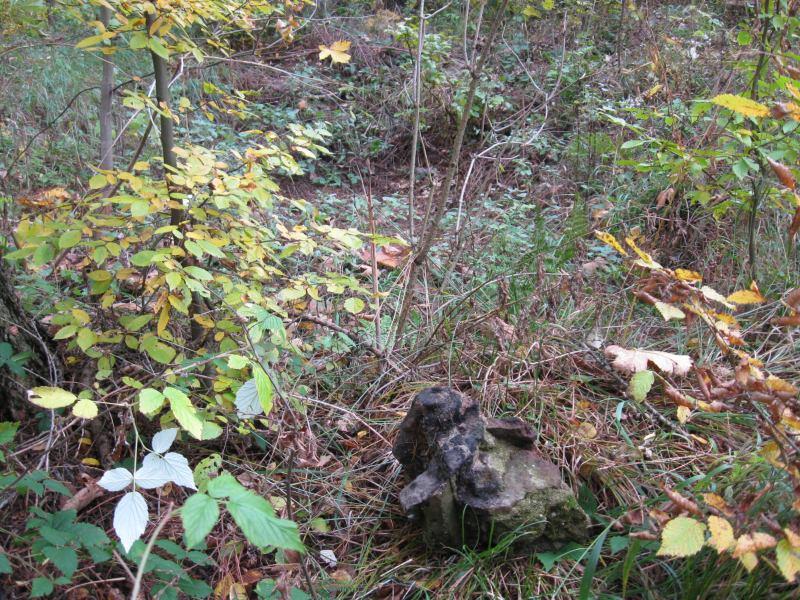
Prohlubeň
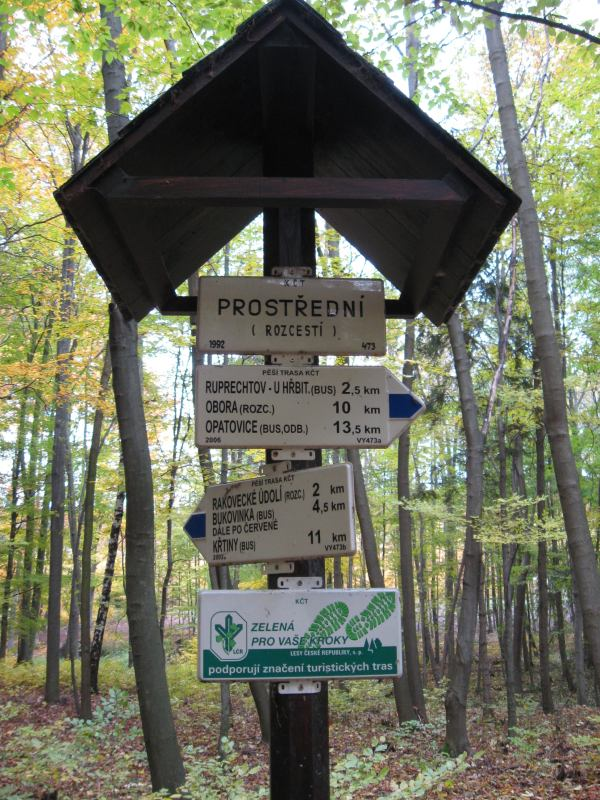
Rozcestník Na Prostředních
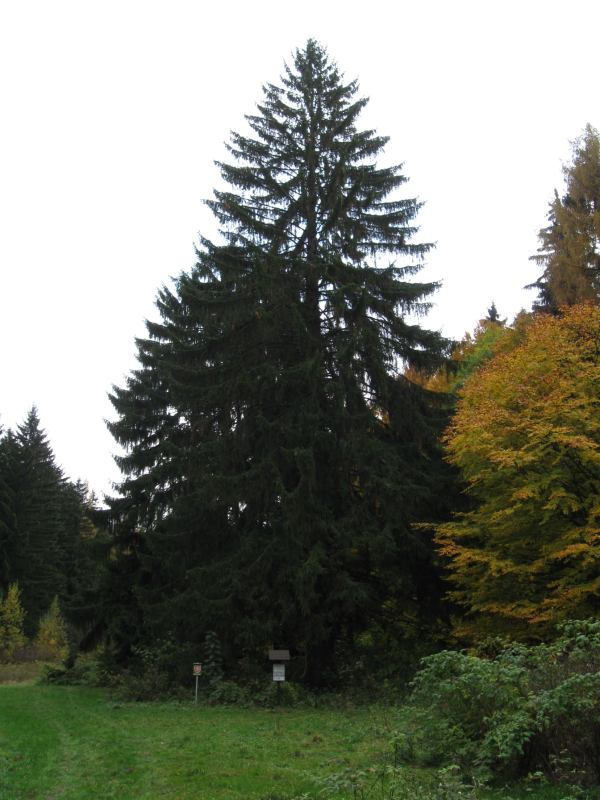
Tři smrky